# Quod auctoritate
Quod auctoritate ist eine von Papst Leo XIII. am 22. Dezember 1885 veröffentlichte Enzyklika. Sie trägt den Untertitel: „Die Verkündigung eines außerordentlichen Heiligen Jahres“ (vergl. Hauptartikel: Heiliges Jahr).

## Ausrufung eines Heiligen Jahres
„Bedingt durch seine apostolische Vollmacht“ (Quod auctoritate ...) fühlte sich der Papst veranlasst, das kommende Jahr zum außerordentlichen Heiligen Jahr zu ernennen. Er bezieht sich dabei auf seine Vorgänger und die von ihnen verkündeten Jubiläumsjahre.
Mit diesem Jahr solle dem gesellschaftlichen und religiösen Verfall begegnet werden. Die allgemeine Moral drohe zu zerbrechen und es sei seine und die Aufgabe der Kirche, diesem Übel entgegenzutreten. Das heilige Jubiläum habe nur die Rettung der Herzen zum Zweck, und es diene nicht nur der Einzelperson, sondern allen Nationen.

## Das Heilige Jahr und der Rosenkranz
Wie schon in mehreren Rosenkranzenzykliken beschrieben, solle in diesem Jahr die Verbindung zur Heiligen Gottesmutter Maria durch das Rosenkranzgebet gefestigt werden; hierzu fordert er alle Gläubigen auf. Nachdrücklich wiederholt er seine Exhortationen, nicht im Glauben nachzulassen und die Hilfe der Heiligen Jungfrau zu erbitten.

## Regeln
Der Papst legt folgende Regelungen fest:
- Alle Einwohner Roms müssen zwei Besuche im Vatikan oder im Lateran absolvieren,
- zudem müssen alle Gläubigen eine zweitägige Fastenzeit einhalten, sie müssen die Beichte abhalten und die Kommunion empfangen,
- es wird eine angemessene Geldspende eingefordert,
- für die außerhalb Roms Lebenden wird der zweimalige Besuch von drei, von den Regionalbischöfen festgelegten, Kirchen eingefordert, ansonsten gelten die zuvor genannten Regeln entsprechend,
- Seeleute und Reisende erfüllen ihre Aufgabe, wenn sie sechsmal ihre Haupt- oder Gemeindekirche besuchen und die zuvor genannten Regeln einhalten.

Mit der Einhaltung dieser Anordnungen wurde ein großer Ablass angekündigt. Im Schlussteil erbittet er wieder die Hilfe der Jungfrau Maria und fordert nochmals zum Rosenkranzgebet auf.